# Hymeniacidon dystacta
Hymeniacidon dystacta är en svampdjursart som beskrevs av de Laubenfels 1954. Hymeniacidon dystacta ingår i släktet Hymeniacidon och familjen Halichondriidae. Inga underarter finns listade i Catalogue of Life.